# Hopser-Polka
Die Hopser Polka ist eine Polka von Johann Strauss (Sohn) (op. 28).  Das Werk wurde am 6. September 1846 im Sträußl-Saal, im Gebäude des Theaters in der Josefstadt in Wien erstmals aufgeführt.

## Einzelnachweis
1. ↑  Quelle: Englische Version des Booklets (Seite 20) in der 52 CDs umfassenden Gesamtausgabe der Orchesterwerke von Johann Strauß (Sohn), Hrsg. Naxos (Label). Das Werk ist als erster Titel auf der 4. CD zu hören.